# Année hasha
L'année hasha (hébreu : שנת השא) est une année du calendrier hébraïque qui commence le jeudi, cinquième jour de la semaine hébraïque (ה), est pleine (ש) c.-à-d. que les mois de heshvan et kislev y comptent 30 jours, et dont la Pâque tombe un dimanche, premier jour de la semaine (א). C'est une année simple, c.-à-d. non-embolismique, de 355 jours dont 51 Chabbats.
Une année hasha se produit lorsque le molad médian du mois de tishrei a lieu le jeudi, entre 9 heures et 204 dix-huitièmes de minute (en) et 18 heures (soit 3:11:20 - 12:00, temps moyen de Jérusalem). C'est en raison de cet intervalle réduit qu'elle est la plus rare des quatorze types d'année hébraïque, se produisant à une fréquence de 3.31%, soit moins de quatre fois sur un siècle avec un intervalle maximal de 70 ans entre deux années hasha : dans les années hébraïques 5700-5900 (1940-2140 du calendrier grégorien), le cas s'est produit ou se produira en 5734 (1974), 5754 (1994), 5785 (2025) et 5805 (2045).

## Temps fixés
- L'année hasha comprend trois néoménies qui ont lieu à Chabbat, en heshvan, adar et av.
- Le premier jour de Roch Hachana ayant lieu le jeudi, le 3 tishrei tombe le Chabbat, et le jeûne de Guedalia est repoussé au lendemain, soit le dimanche 4 tishrei ; Yom Kippour est, quant à lui, maintenu à la date du Chabbat 10 tishrei. 
Souccot a lieu le mercredi soir et Sim'hat Torah le jeudi de la semaine suivante. Le 24 tishrei, date fixée par le gouvernement israélien pour commémorer les massacres perpétrés par le Hamas et ses alliés en 2023, a lui aussi lieu le Chabbat, et les cérémonies se tiennent le dimanche.
- Hanoucca commence un jeudi et s'achève le jeudi 2 tevet. Par conséquent, le jeûne du 10 tevet a lieu un vendredi.
- Tou Bichvat a également lieu un jeudi.
- Le 15 adar a lieu à Chabbat, et Pourim ne s'étend par conséquent pas sur deux mais trois jours. Le jeûne d'Esther est observé le jeudi.
- Le 14 nissan, veille de Pessa'h, a lui aussi lieu à Chabbat tandis que le jeûne des premiers-nés est avancé au jeudi. Le 27 nissan ayant lieu un vendredi et le 5 iyar à Chabbat, les cérémonies du Jour de la Shoah sont avancées d'un jour, et celles du Jour du Souvenir et de la Journée de l'Indépendance de deux.
- Le 18 iyar ayant lieu un vendredi, les célébrations de Lag Baomer dont le feu de joie au mont Meron, ont lieu un jour auparavant.
- Chavouot tombe un lundi.